# 広島県旗
広島県旗（ひろしまけんき）は、日本の都道府県の一つ、広島県の旗。本項では、旗に図示されている広島県章（ひろしまけんしょう）についても併せて解説する。

## 概要
県章・県旗とも1966年（昭和41年）7月16日の県告示第572号により制定された。片仮名の「ヒ」を円形に図案化し県民の和と団結を、円の重なりは県の躍進と発展を表している。
県旗はえんじ色を地色に、白抜きの県章を中央に配置している。